# Gert de Kok
Gerardus Leonardus Cornelis Maria (Gert) de Kok (Goes, 19 oktober 1957) is een Nederlandse bestuurder en PvdA-politicus.

## Biografie
De Kok is geboren in Goes en ging van 1970 tot 1975 naar de havo aan het St. Willibrordcollege in Goes. Van 1975 tot 1978 studeerde hij commerciële economie aan de heao van de Hogere Economische School Rotterdam. Van 1978 tot 1984 studeerde hij politicologie en sociologie aan de Erasmus Universiteit Rotterdam in de richtingen sociaal-economisch beleid en economische sociologie.
Van 1983 tot 1986 was De Kok projectleider sociaal-economische zaken en coördinator bij het regionale project Mensen zonder Baan voor Noord- en Zuid-Beveland. Van 1986 tot 1991 was hij beleidsmedewerker en waarnemend hoofd van de stafbureau sociaal-economische zaken en statistiek en van 1991 tot 1993 hoofd van de afdeling economische ontwikkeling en grondzaken bij de gemeente Middelburg.  
Van 1987 tot 2003 was De Kok lid werd van de Provinciale Staten van Zeeland. Van 1993 tot 2005 was hij lid van de Gedeputeerde Staten van Zeeland. Van 25 april 2005 tot 16 december 2022 was hij burgemeester van Drimmelen.